# Venta Fresnedo
Venta Fresnedo o La Venta es una población del municipio cántabro de Lamasón, en España. Tenía en 2022 una población de 16 habitantes (INE). Se encuentra a 240 m s. n. m. y dista cuatro kilómetros de Sobrelapeña, capital municipal. Destaca de su patrimonio la Cueva de los Marranos, declarada Bien de Interés Cultural en el año 2000.
- Datos: Q6160348